# Піттсбург (Техас)
Піттсбург (англ. Pittsburg) — місто (англ. city) в США, в окрузі Кемп штату Техас. Населення — 4335 осіб (2020).

## Географія
Піттсбург розташований за координатами 32°59′55″ пн. ш. 94°58′1″ зх. д. / 32.99861° пн. ш. 94.96694° зх. д. (32.998608, -94.967063). За даними Бюро перепису населення США в 2010 році місто мало площу 8,78 км², з яких 8,75 км² — суходіл та 0,02 км² — водойми. В 2017 році площа становила 9,34 км², з яких 9,32 км² — суходіл та 0,03 км² — водойми.

## Демографія
Згідно з переписом 2010 року, у місті мешкало 4497 осіб у 1609 домогосподарствах у складі 1080 родин. Густота населення становила 512 осіб/км². Було 1806 помешкань (206/км²). 
Расовий склад населення:
| - 51,2 % — білих - 25,9 % — чорних або афроамериканців - 0,8 % — корінних американців - 0,3 % — вихідців з тихоокеанських островів - 0,2 % — азіатів - 18,1 % — осіб інших рас |

До двох чи більше рас належало 3,4 %. Іспаномовні становили 33,7 % усіх жителів.
За віковим діапазоном населення розподілялося таким чином: 31,1 % — особи молодші 18 років, 56,0 % — особи у віці 18—64 років, 12,9 % — особи у віці 65 років та старші. Медіана віку мешканця становила 31,9 року. На 100 осіб жіночої статі у місті припадало 91,0 чоловіків; на 100 жінок у віці від 18 років та старших — 84,2 чоловіків також старших 18 років.
Середній дохід на одне домашнє господарство становив 43 670 доларів США (медіана — 31 353), а середній дохід на одну сім'ю — 49 041 долар (медіана — 36 111). Медіана доходів становила 30 625 доларів для чоловіків та 24 800 доларів для жінок. За межею бідності перебувало 27,4 % осіб, у тому числі 33,2 % дітей у віці до 18 років та 25,2 % осіб у віці 65 років та старших.
Цивільне працевлаштоване населення становило 1762 особи. Основні галузі зайнятості: освіта, охорона здоров'я та соціальна допомога — 33,5 %, виробництво — 20,3 %, роздрібна торгівля — 11,2 %, оптова торгівля — 5,0 %.